# Christian Delarbre
Christian Delarbre (ur. 5 września 1964 w Châlons-en-Champagne) – francuski duchowny katolicki, arcybiskup Aix od 2022.

## Życiorys
Święcenia kapłańskie otrzymał 19 maja 1996 i został inkardynowany do archidiecezji Auch. Przez kilkanaście lat pracował jako duszpasterz parafialny, pełnił także funkcje m.in. archidiecezjalnego duszpasterza młodzieży oraz wikariusza biskupiego ds. duszpasterstwa młodzieży. W latach 2013–2018 był wikariuszem generalnym archidiecezji, a w kolejnych latach kierował Instytutem Katolickim w Tuluzie.
5 lipca 2022 papież Franciszek mianował go arcybiskupem Aix. Sakry udzielił mu 2 października 2022 kardynał Jean-Marc Aveline.